# ۱۳۴۳ (قمری)
۱۳۴۳ (قمری)، هزار و سیصد و چهل و سومین سال در گاهشماری هجری قمری است. اول محرم این سال برابر با دوم اوت سال ۱۹۲۴ میلادی است.

## زادگان
- عبدالله بن عبدالعزیز آل سعود
- فؤاد مهندس
- جبار چحیلی
- صوفی ابو طالب
- محمد عثمان صید
- محمد واعظ‌زاده خراسانی

## درگذشتگان
- احمدعزت عابد
- ابراهیم بن عیسی
- حسونه نواوی

## وابسته
- محمدتقی جعفری